# Xiaomi Mi 2
Xiaomi Mi 2  — смартфон, разработанный компанией Xiaomi. Вторая версия коммуникатора относится к устройствам топ-класса.

## Аппаратное обеспечение
Смартфон работает на четырёхъядерном процессоре Qualcomm Snapdragon S4 APQ8064 (Krait) с частотой 1,5 ГГц. Компанию процессору составляет графическое ядро Adreno 320. По производительности начинка обходит все топовые Android-смартфоны первой половины 2012 года. Модели конкурентов на этой платформе будут выходить лишь в 4 квартале 2012 года.

## Mi 2 S
В 2013 году компания Xiaomi выпустила обновленную версию под названием Mi2S. Новинка отличается процессором APQ8064T, который обладает более высокой производительностью, чем APQ8064. Также в версии с 32 Гб памяти было повышено разрешение основной камеры — до 13 Мп.

## Интересные факты
По данным ресурса Engadget, компания-производитель поставляла Mi2 в экологически чистой упаковке, выдерживающей нагрузку до 180 кг.
Телефон изначально представлен с крышкой белого цвета, однако в официальном магазине можно купить крышки других цветов: белый, серебристый, голубой, зелёный, розовый и жёлтый.. 
Заявлена поддержка российской навигационной системы ГЛОНАСС. 
Mi2 являлся одним из самых доступных по цене устройств своего класса.
30 октября 2012 года реализация первой партии Xiaomi Mi2 установила рекорд скорости продаж — партия 50 тысяч экземпляров была распродана за 2 минуты 51 секунду. Продажа следующей партии тиражом 250 тысяч устройств должна состояться в середине ноября 2012 года.